# Reino Hietanen
Reino Erkki Hietanen, född 2 november 1932 i Äyräpää i Södra Karelen, död 4 december 2014 i Lahtis, var en finländsk målare och grafiker.
Hietanen utbildades till teckningslärare vid Konstindustriella läroverket 1954–1957. Han studerade vid Finlands konstakademis skola 1957–1961, utomlands i Florens 1965–1966 och som gästande konstnär vid Stedelijk museum i Amsterdam 1972.
Hietanen uppmärksammades på 1960-talet för sina skenbart abstrakta arbeten i en speciell grafisk streckteknik. Hans motiv varierade kraftigt under åren och han återvände stundom till gamla idéer. Den asketiska grå färgen var länge förhärskande i hans ibland mycket expressiva och däremellan dämpade kompositioner, såsom de illusionistiska draperimålningarna från 1970-talet. Han utförde sina första litografier 1984, i vilka man återfinner de viktigaste inslagen från hans filosofiska måleri.
Hietanen har utfört glasmålningen Circulum vitae för Kasbergets kyrka i Helsingfors 1971. Han var teckningslärare i olika skolor i Helsingfors på 1960-talet, lärare i teckning och komposition vid Konstindustriella läroverket 1963–1968 och i måleri vid Konstakademins skola 1968–1970; rektor för konstinstitutet i Lahtis 1972–1982. Han utsågs till Årets konstnär under Helsingfors festspel 1973. Han tillhörde den 1963 bildade konstnärsgruppen Martianerna. Professors titel förlänades han 1987 och Pro Finlandia-medaljen fick han 2000. Hietanen är representerad vid bland annat Göteborgs konstmuseum.